# 丹麥 (緬因州)
丹麥（英語：Denmark）是一個位於美國緬因州牛津縣的鎮。

## 人口
根據2020年美國人口普查的數據，丹麥的面積為129.32平方千米，當中陸地面積為119.45平方千米，而水域面積為9.87平方千米。當地共有人口1197人，而人口密度為每平方千米9人。